# 納赫蒂加爾冰川
納赫蒂加爾冰川（德語：Nachtigal-Gletscher），是南極洲的冰川，位於南喬治亞島，全長3.7公里，流經費根山，最終注入多里斯灣，以德國的醫生命名，現時由英國海外領土管轄。
54°29′S 36°9′W / 54.483°S 36.150°W